# Korthåret hønsehund
Korthåret hønsehund (Deutsch Kurzhaar) er en hunderace fra Tyskland, en stående jagthund af  braquetypen.
Den korthårede hønsehund er en af fire hønsehunde. Disse adskiller sig dog så meget fra hinanden, at de ikke betragtes som varianter, men separate hunderacer.